# Johann Florenz Rivinus

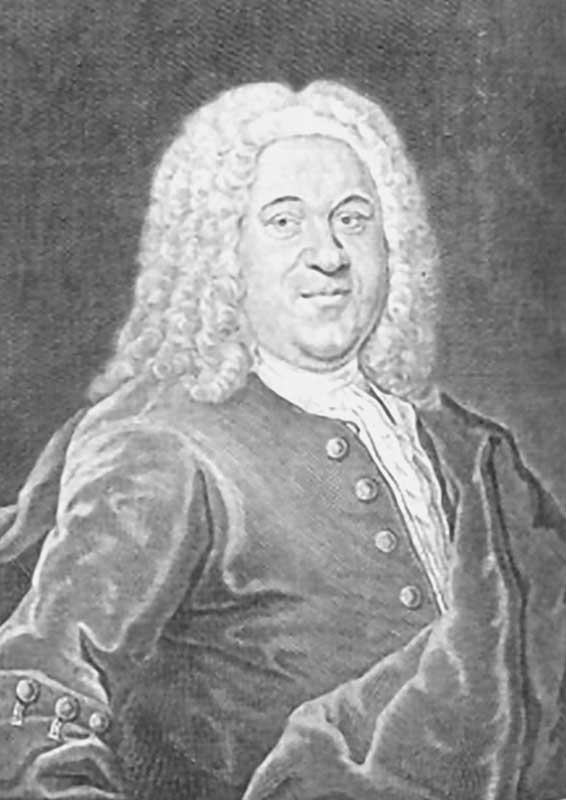
Johann Florenz Rivinus

Johann Florenz Rivinus (auch: Johann Florentz Rivinus) (* 27. Juli 1681 in Leipzig; † 31. Dezember 1755 ebenda) war ein deutscher Rechtswissenschaftler.

## Leben
Johann Florenz war der Sohn von Quintus Septimius Florens Rivinus (1651–1713) und dessen Frau Maria Catharina, Tochter des Juristen Nicolaus Creusel und der Christiane Nosswitz. Er wurde bereits 1696 an der Universität Leipzig immatrikuliert. Seine ersten Lehrer waren Johann Georg Pritius (1662–1732) und Johann Gottlieb Hardt, die ihn in den philosophischen Wissenschaften ausbildeten. 1700 wechselte er an die Universität Wittenberg, wo Johann Andreas Planer († 1714), Johann Wilhelm von Berger, Gottfried Strauß, Georg Michael Heber, Caspar Heinrich Horn und Johann Heinrich von Berger seine Lehrer waren. Zurückgekehrt nach Leipzig, besuchte er die Vorlesungen von Christian Gottfried Frankenstein (1661–1717) und Lüder Mencke.
Bald darauf unternahm er eine Reise nach Holland. Einige Zeit hielt er sich an der Universität Utrecht auf, besuchte auch die Vorlesungen von Lucas van der Poll (1630–1713), Johann von Muyden und Cornelis van Eck (1662–1732). 1701 promovierte er dort zum Doktor der Rechte und kehrte nach seinen Reisen wieder nach Leipzig zurück. Hier betätigte er sich als Anwalt, hielt juristische Vorlesungen, wurde 1704 Kanoniker des Stiftes Wurzen und bald danach Advokat am Oberhofgericht und am Leipziger Konsistorium.
Am 9. Juni 1723 übernahm er die Professur mit dem Titel V. S. et R. I. 1724 stieg er in die Professur der Instituten auf, wurde 1725 Beisitzer der juristischen Fakultät und wurde 1726 Professor der Pandekten an der Leipziger Hochschule. 1738 wurde er Dekan des Stiftes Wurzen und 1739 Domherr des Stiftes Merseburg. Damit verbunden war er Professor des Kodex und Decemvir an der Leipziger Hochschule. Rivinus hatte sich auch an den organisatorischen Aufgaben der Leipziger Hochschule beteiligt und war in den Wintersemestern 1729 sowie 1735 Rektor der Alma Mater. Zusammen mit Johann August Ernesti übernahm er für Johann Christian Bach die Patenschaft.

## Familie
Rivinus war zwei Mal verheiratet. Seine erste Ehe schloss er am 30. September mit Clara Elisabeth, der Tochter seines Onkels Tilemann Andreas Rivinus. Nach fünfunddreißigjähriger Ehe hatte er mit ihr elf Kinder. Er war der Vater des Rechtswissenschaftlers August Florenz Rivinus (1707–1769). Zudem überlebten ihn die Kinder Samuel Florenz (wurde Magister der Philosophie), Florentina Sophie und Clara Sophie. Am 27. Juli 1741 heiratete er Christiane Magarethe († 1742 in Leipzig), die Witwe des Oberkonsistorialrates in Dresden Johann Andreas Gleich (1666–1734), sowie die Tochter des Georg Sigismund Green der Ältere.

## Werke
- Disp. De debitore bona sub hasta vendita reluente. Utrecht 1701
- Q. Sept. Flor. Rivini Enunciata juris. Leipzig 1705
- Diss. De libello in catione hypothecaria rite formando. Leipzig 1706
- Disp. sistens quaestionem, an, si certa quantitas usurarum per transactionem remissa, residum vero usurarum sorti antiquate distinctis terminis solvendis jungatur, a tempore morae usurae de tota quantitate a debitore peti possint? Leipzig 1716
- Diss. De praescriptione Geradae. Leipzig 1719
- Progr. De praejudiciis ex abusu interpretationis oriundis. Leipzig 1723
- Diss. de pactis dotalibus, in quantum statutis derogent vel minus? Leipzig 1723
- Diss. De Emtione atque Venditione patris et liberorum in potestate ejus existentium. Leipzig 1724
- Diss. De Successione fisci in gerada. Leipzig 1725
- Diss. De privato in principem usurariae pravitatis reo. Leipzig 1725
- Diss. De clausula cambiali. Leipzig 1725
- Diss. De jurejurando in alterius animam. Leipzig 1725
- Diss. De testamento parentum inter liberos coram duobus testibus condito, respectu extranearum personarum invalido. Leipzig 1726, 1746
- Diss. De non praesumta domicilli mutatione. Leipzig 1726
- Diss. De conspecensione thori ad obtinendam successionem conjugum in Saxonia Electorali necessaria. Leipzig 1726
- Diss. De proibita publicatione patris testamenti a testatore facta, fragili indicio. Leipzig 1727
- Diss. Ad Modestini Casus enucleatos. Leipzig 1727
- Progr. De jure, quod domino directo intuitu Laudemii competit. Leipzig 1727
- Progr. De emendeandis nova lege subhastationibus. Leipzig 1727
- Nexus Pandectarum realis. Leipzig 1727
- Diss. De compensatione inter Cohaerendes. Leipzig 1728
- Progr. An debitum conjugale denegando, causam adulterio dans, divortium nihilominus ob adulterium peti possit? Leipzig 1728
- Diss. De jure pignoris moto concursu. Leipzig 1728
- Progr. An debitum coniugale denegando, caussam adusterio dans, divortium nihilominus ob adulterami petere poflìt? Leipzig 1728
- Progr. Singularia quaedam Processus iudicîi mercatorii Lipsiensis, contra emendatam Ordin. Process. Saxonici retenta, et Sanctione Pragmatica abolenda. Leipzig 1729
- Progr. ex litteris cambialibus, quarum solutio nundinis Lipsìensìbus sine adiectione diei promissa, contra neminem ante diem quiutum posterioris septimanae, der Zahl-Woche, elapsum, agi debet. Leipzig 1729
- Progr. de variis abusìbus circa examen testium. Leipzig 1730
- Progr. de rebus inter desponsatos donatis, nuptiUis sine culpa eius, cui donatum, non secutis, non repctendis. Leipzig 1730
- Diss. de pactis successoriis. Leipzig 1730
- Diss. de iuramento Universìtatis. Leipzig 1731
- Diss. de arduo munere ICti ex fide, praesertim in caussis criminalibus gerendo. Leipzig 1731
- Diss. An avus patemus indistincte, an vero in subsìdium tantum, matre agente, alere spurium teneatur? Leipzig 1731
- Diss. de poena capitali iure Saxonico Electorali ex Rescripto speciali in furem, etiam tum, cum ob levius furtum torturae subiectus, aliud furtum, quod una cum illo computatum, summam capitalem attingit, sponte confessus, statuenda. Leipzig 1732
- Diss. de iuramento relato, si facta aliena concernat, nunquam de veritate, sed de credulitate tantum praestando. Leipzig 1731
- Diss. de iuramento relato, si facta aliena concernat, nunquam de veritate, sed de credulitate tantum pradiando. Leipzig 1731
- Diss. de iure tributorum orto concursu, speciebus quibusdam eo pertinentibus, quo ordine et unde pendente concursu solvi debeant, secundum singularia Rescripta et Praeiudicia novissìma. Leipzig 1731
- Diss. An reus, qui Interrogatoria ad Articulos probatoriales exhibuit, postea in reprobatione super iisdem capítibus, articulis reprobatorialibus repetitis, ad iuramenti delationem admittendus sit? Leipzig 1733
- Diss. de modo computandi Geradam, si pater eandem filiae, vi Coustit. Elector. XI. P. III in legitimam maternam imputare velit. Leipzig 1733
- Diss. de examine testium extra Processum ad cuíuslibet instantiam improbato. Leipzig 1734
- Diss. quatenus hodie de ineundo vel non ineundo matrimonio, valide pacisci liceat. Leipzig 1734
- Diss. de servitute necessaria. Leipzig 1734
- Diss. de testamento per Procuratorem iudici oblato. Leipzig 1735
- Diss. de successione matris ex Statuto Budissinensi, vulgo: den Schoos-Fall. Leipzig 1735
- Progr. An substitutis in locum testís demortui aliis testibus, liceat etiam additionales vel novos articulos offeree? Leipzig 1735
- Progr. de poena fractore Urphedae, in eos, qui revertuntur ex praescripto Legum Saxonicarum omnino statuenda. Leipzig 1735
- Progr. ad L. 3 C. quae ex fact, tutor. Leipzig 1736
- Progr. de Protutoris, seu, tutoris a iudice incompetente constituti obligatione. Leipzig 1736
- Progr. de dote promissa polt biennium a tempore consummati matrimonii, tum ab extraneo, tum a patre solvenda. Leipzig 1736
- Progr.Invectivae in decoctores foro bonisque cedentes. Leipzig 1736
- Progr.de iure, quod fisco ratione tributorum in bonis tributariis orto creditorum conpursu competit. Leipzig 1737
- Progr. cuinam iudici articuli probatoriales offerendi sint, et, an desertionis poenam evitare possit probaturus, si iudici ad quem, durante fatali, eosdem exhibeat? Leipzig 1737
- Diss. An et quatenus in locatione fundorum publicorum veteres possessores praeferendi sit? Leipzig 1737
- Diss. An et quatenus mortis reus tormentis denuo subiiciendus sit? Leipzig 1737
- Progr. de infelicibus consectariis doctrinae de validitete sponfaliorum concubitu firmatorum. Leipzig 1738
- Progr. quaedam de divortiis ex capite malitiosae desertionis; et quomodo eiusmodi Processus sit instituendus? Leipzig 1738
- Progr. An et quatenus transactiones extraiudiciales cum paupere iurato in Saxonia valeant? Leipzig 1739
- Progr. An monopolia toleranda sint in Rebus publicis? Leipzig 1739
- Progr. de electione testium, Universìtati iure Elect. Sax. concedenda, quoties ipsì relatio iuramenti ab adversa parte facta est, vel a iudice legale, purgatorium aut suppletorium iniunctum, vel de calumnia iurandum est. Leipzig 1739
- Diss. de effectu confessìonis, separatis tormentis sponte factae. Leipzig 1739
- Diss. de Clerico cambiente. Leipzig 1739
- Progr. de singulari Romanorum et Germanorum legislatorum cura in controversiis finium et terminorum dirimcndis. Leipzig 1740
- Progr. de homicidio doloso, etiamsì simulatione furoris perpetrato, nihilo minus morte puniendo. Leipzig 1740
- Diss. de testamento surdi et muti natura talis valido. Leipzig 1740
- Diss. de iure vitae et necis in furem, privato competente. Leipzig 1740
- Diss. de schedula testamento adiecta. Leipzig 1741
- Progr. An vidua portionem statutarìam petens, a liberis collationem quoad ea, quae a parte dotis, vel subsidii paterni, vel alio nomine acceperunt, urgere possit? Leipzig 1741
- Progr. de communione inter coniuges, illiusque effectibus secundum ius Germanicum. Leipzig 1741
- Progr. de recta fideicommissorum interpretatione facienda. Leipzig 1742
- Progr. An in testamentis transversalium, immo extraneorum, quando ab aliquo a latere vel plane extraneo liberis alterius legatum vel fideicommissum relinquitur, sub liberortum nomine etiam nepotes intelligantur? Leipzig 1742
- Diss. de culpa, ab uno collegarum commissa a toto Collegio praestanda. Leipzig 1742
- Progr. Ad quem onus alendi et educandi infantes expositos in pagis spectet, utrum ad dominum iurisdictionis, an ad subditos? Leipzig 1743
- Progr. de religione iudicum, malitiam hominem vincente. Leipzig 1744
- Progr. Quando quis probatione cadat? Leipzig 1745
- Progr. de invaliditate testamenti parentum, in quo liberi a patre titulo honorabili non instituti, sed plane preteriti sunt, ad Constit. Elect. Sax. 9. P. 2. Leipzig 1745
- Progr. de casu quodam sìngulari circa emtionem venditionem in Consistorio Lipsiensi agitato. Leipzig 1745
- Diss. de iure venandi in alieno feudo. Leipzig 1745
- Progr. An sub fratrum liberorum appellatione sororis liberi etiam contineantur? Leipzig 1746
- Diss. de obligatione exstincta, iterum reviviscente. Leipzig 1746
- Progr. de lenitate iudicum intempestiva erga fures. Leipzig 1747
- Progr.de donatione inter vivos, et mortis caussa, et ubi convenire videatur. Leipzig 1747
- Progr.de iis, quae in anno quadragesìmo octavo proxime elapsorum saeculorum memoranda veniunt. Leipzig 1748
- Diss. de fideiussore inficiante. Leipzig 1748
- Diss. de fine litium, ut finiantur. Leipzig 1748
- Diss. An vitricus privignis Geradam in legitimam imputare possit, nec ne? Leipzig 1749
- Diss.de iuramento documentorum noviter repertorum. Leipzig 1749
- Diss.de obligatione universitatis expensas criminum inquisitionis indistincte susceptas etiam pro forensi praestandi, inserta iuris Romani de bonorum publicatione historia. Leipzig 1750
- Progr. de cautela in rite alienandis bonis immobilibus Saxonica. Leipzig 1750
- Progr. de matrimonio cum defuncti fratris vidua. Leipzig 1750
- Progr. de praesumtìone mortis. Leipzig 1751
- Diss. de mandato Procuratoris secreto. Leipzig 1752
- Diss. de exactione legati piae caussae sub modo relictí. Leipzig 1752
- Diss. de filio in testamento parentum privilegiato non exheredando. Leipzig 1752
- Progr. An in casu homicidii si confcssìo adsit non libera sed coacta, sententía mortis sit inferenda? Leipzig 1753
- Progr. de poena hormoidae. Leipzig 1753
- Progr. quando absens pro mortuo habendus sit? Leipzig 1754